# Luiz Eduardo Figueiredo
Luiz Eduardo Figueiredo, genannt Dudú (* 12. Mai 1991 in Curitiba), ist ein brasilianischer Fußballspieler. Der spielstarke Fuß des offensiven Mittelfeldspielers ist der linke.

## Karriere
Dudú begann seine Laufbahn bei Coritiba FC. Hier schaffte der Spieler zunächst aber nicht den Sprung in den Profikader. Zur Saison 2011 wurde der Spieler an den Oeste FC ausgeliehen. Mit diesem bestritt er sein erstes Spiel als Profi. Am 27. August 2011 wurde Dudú im Série D Spiel gegen Operário Ferroviário EC eingewechselt. In der Saison 2012 startete er zunächst als Leihgabe für den Chapecoense. Bei dem Klub kam er aber erst 2013 in der Staatsmeisterschaft von Santa Catarina zum Einsatz. Im Anschluss kehrte zu seinem Stammklub zurück, um mit diesem in der Série A zu spielen. Seinen ersten Einsatz auf internationaler Klubebene hatte er im Rahmen der Copa Sudamericana 2013. Im Spiel gegen Rionegro Águilas am 25. September wurde Dudú nach der Halbzeitpause eingewechselt. Das erste Tor als Profi gelang ihm in der Campeonato Brasileiro Série A 2014 im Spiel gegen den EC Vitória.
Im Mai 2016 wechselte Dudu zu Fluminense FC. Er kam bei dem Klub nur zu wenigen Einsätzen und wurde zu Beginn der Saison 2017 nach Recife an Náutico Capibaribe ausgeliehen. Die Leihe endete am 4. Mai 2017. Für Nautico bestritt er neun Spiele in der Staatsmeisterschaft von Pernambuco, in denen er ein Tor erzielte, und drei Spiele im Copa do Nordeste.
Im Juli 2017 wechselte Dudú als Leihe zum Ohod Club nach Saudi-Arabien. Der Kontrakt erhielt eine Laufzeit von 10 Monaten, endete aber bereits im Januar 2018. Nach seiner Rückkehr nach Brasilien, lieh Fluminense Dudú an den Londrina EC bis Ende der Saison 2018 aus. Auch für 2019 spielte Dudú in der Kaderplanung von Fluminense keine Rolle und so wurde sein bis Mai 2019 laufender Vertrag vorzeitig aufgelöst. Dudú unterzeichnete einen neuen Vertrag in Saudi-Arabien beim Zweitligaklub al-Tai FC. Im Juni des Jahres wurde sein Kontrakt mit dem Klub verlängert. Zur Saison 2020/21 wechselte Dudú zum Dibba al-Fujairah Club in die zweite Liga der Vereinigten Arabischen Emirate.
Im März 2021 kehrte Dudú in seine Heimat zurück, wo er zum zweiten Mal beim Criciuma EC unterzeichnete. Mit dem Klub trat er in der Staatsmeisterschaft von Santa Catarina 2021 (sechs Spiele), der Série C (20 Spiele, drei Tore) und dem Copa do Brasil 2022 (fünf Spiele) an. Zur Saison 2022 zog es Dudú wieder nach Saudi-Arabien. Er unterzeichnete beim Zweitligisten al-Orobah FC einen Kontrakt. Am 30. November des Jahres gab der Camboriú FC aus der gleichnamigen Stadt Camboriú in Santa Catarina die Verpflichtung Dudús für 2023 bekannt.
Im August 2023 wechselte erneut nach Saudi-Arabien. Er ging zum Al-Kawkab FC, wo er einen Vertrag bis Juni 2024 bekam. Bis wann er bei dem Klub blieb kann nicht belegt werden. Im November 2024 unterzeichnete Dudú einen Kontrakt beim EC Santo André für die Austragung der Staatsmeisterschaft von São Paulo 2025.

## Erfolge
Coritiba
- Staatsmeisterschaft von Paraná: 2011